# Rumex lapponicus
Rumex lapponicus är en slideväxtart som beskrevs av Ilmari Hiitonen. Rumex lapponicus ingår i släktet skräppor, och familjen slideväxter.

## Underarter
Arten delas in i följande underarter:
- R. l. lapponicus
- R. l. pseudoxyria